# Tetragnatha atristernis
Tetragnatha atristernis este o specie de păianjeni din genul Tetragnatha, familia Tetragnathidae, descrisă de Strand, 1913. Conform Catalogue of Life specia Tetragnatha atristernis nu are subspecii cunoscute.